# گلوریا گینور

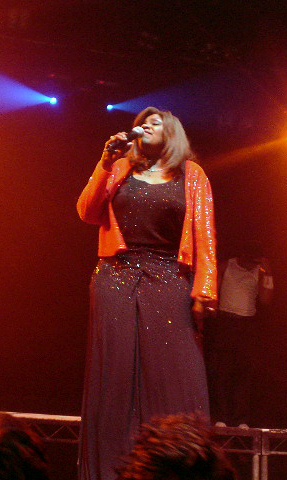

گلوریا گِینور (به انگلیسی: Gloria Gaynor) خواننده آمریکایی در ۷ سپتامبر ۱۹۴۳ در نیوجرسی متولد شد و با نام گلوریا گینور شناخته می‌شود.
او با خواندن ترانه‌های «زنده خواهم ماند» (I Will Survive) در سال ۱۹۷۹ و Never Can Say Goodbye در سال ۱۹۷۴ معروف شد.